# Egelseegraben (Hahnenkammsee)
Der Egelseegraben ist ein Zufluss des Hahnenkammsees bei Heidenheim im mittelfränkischen Landkreis Weißenburg-Gunzenhausen. Vor der Anlegung des Stausees in den 1970er Jahren war der Egelseegraben ein rechter bzw. westlicher Zufluss der Rohrach.

## Verlauf
Der Egelseegraben entspringt im Naturpark Altmühltal westlich des Hahnenkamms auf dem Gebiet der Gemeinde Westheim auf einer Höhe von 492 m ü. NHN zwischen Hechlingen im Osten und Hüssingen im Südwesten. Er fließt beständig in eine östliche bis südöstliche Richtung, meist am Waldrand entlang oder durch eine Offenlandschaft im Vorland der Südlichen Frankenalb. Der Egelseegraben speist auf dem Gemeindegebiet des Marktes Heidenheim mehrere Weiher und nimmt mehrere kleine, unbenannte Bachläufe auf, darunter der aus der Sonnenbuckquelle am Roten Berg entspringende Bach. Nachdem er an einen Sportplatz nahe der Hasenmühle vorbeifließt, mündet der Egelseegraben einem Lauf von rund 2,2 Kilometern südlich von Hechlingen in den oberen Hahnenkammsee. Der Bach durchfließt während seines gesamten Laufs keine Ortschaften.
Der Egelseegraben entwässert ein Einzugsgebiet von etwa 2,95 km².